# Pachymerus sveni
Pachymerus sveni là một loài bọ cánh cứng trong họ Bruchidae. Loài này được Nilsson & Johnson miêu tả khoa học năm 1993.